# Rhinesuchoides
Genre
Espèces de rang inférieur
- † Rhinesuchoides tenuiceps (type) Olson & Broom, 1937
- † Rhinesuchoides capensis Haughton, 1925

Synonymes
Rhinesuchoides est un genre éteint de temnospondyles de la famille des rhinésuchidés. Il contient deux espèces, Rhinesuchoides tenuiceps et Rhinesuchoides capensis, toutes deux connues du milieu et de la fin du Permien du supergroupe Karoo, en Afrique du Sud. Ces taxons étaient autrefois considérés comme appartenant au genre Rhinesuchus.